# فريق كوكب المشتري
فريق كوكب المشتري للاستعراض الجوي. (بالإنجليزية: Jupiter Aerobatic Team)‏. هو فريق الاستعراض الجوي الحالي للقوات الجوية الإندونيسية.

## الفريق
يحلق بست طائرات KT-1B Wongbee باللونين الأحمر والأبيض. ويوجه فريق من Skadik (Skadron Pendidikan / تدريب سرب) 102، مطار Adisucipto الدولي، يوجياكرتا. تم تجهيز طائرات فريق Jupiter بمولدات دخان بيضاء. الطيارين من «كوكب المشتري استعراضات الجوية فريق (جات)» كلها المدربين. يدعى الفريق "JUPITER" بعد استدعاء من مدربي القوات الجوية الإندونيسية.